# География Никарагуа

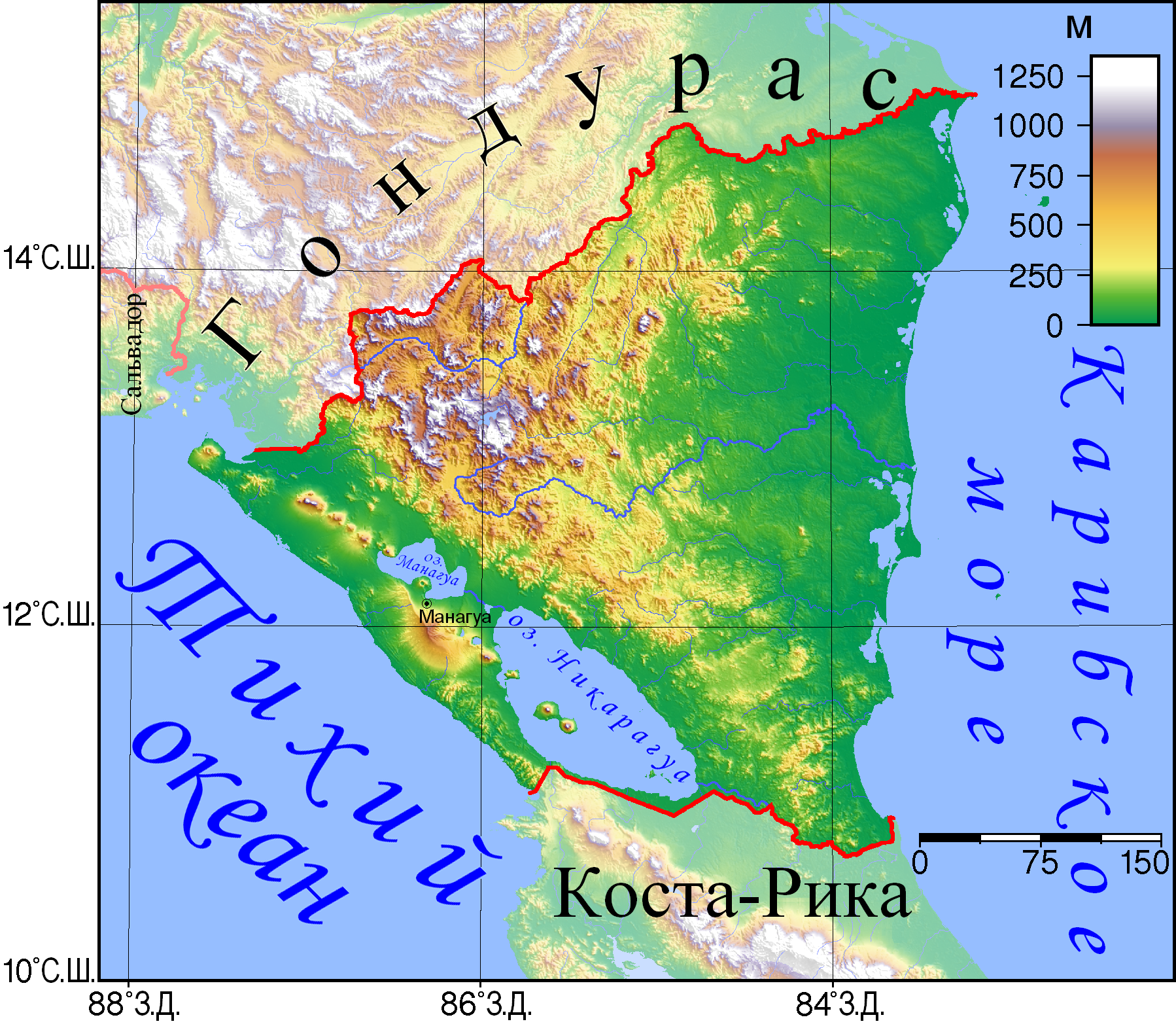
Рельеф Никарагуа

Никарагуа — государство, расположенное в Центральной Америке.
Общая площадь 129 494 км².
Общая протяжённость границы 1231 км (протяжённость границ с Коста-Рикой — 309 км, Гондурасом — 922 км).
Береговая линия: 910 км.
Самая высокая точка страны — вулкан Моготон (Mogoton) 2438 м.
Никарагуа — самая большая по территории среди стран Центральной Америки, достигает 540 км в ширину, и имеет выход как к Тихому океану, где протяжённость её береговой линии составляет около 320 км, так и к Карибскому морю (480 км береговой линии); общая протяжённость морской границы достигает 800 км (береговая линия — 910 км). Столица и главный город страны — Манагуа. Никарагуа — одна из самых редко заселённых стран Центральной Америки и уступает в этом отношении только Белизу.
В пределах территории Никарагуа, отличающейся большим разнообразием ландшафтов, можно выделить четыре крупных природных области. Большую часть страны занимает сужающаяся к югу горная область, имеющая на карте форму треугольника коричневых тонов — Никарагуанское нагорье.
С востока к нему примыкает вторая область, обрамляющая Карибское побережье широкая полоса низменностей, известная как Москитовый берег. Карибское побережье Никарагуа низменно, по большей части заболочено и обильно заросло мангровыми лесами и почти непроходимыми джунглям. Эта область никогда не привлекала внимание испанских конкистадоров плодородными сельхозугодиями или золотыми месторождениями, поэтому здесь сохранились участки флоры и фауны, характерные для доколумбовой Америки.
Третью область образует низменность, тянущаяся вдоль южной сухопутной границы страны поперёк перешейка от залива Фонсека на юго-восток до Карибского побережья, а четвертую — вулканическая зона западного Никарагуа, с многочисленными действующими вулканами. Последняя наиболее заселена, как по причине плодородных вулканических почв, так и в силу более благоприятного — сухого и не столь жаркого как на восточном побережье — климата.
Температура самого холодного месяца — января — на высоте 1500 м на западном побережье составляет 16 °C. В наветренных, открытых пассату восточных частях территории — до 5000 мм осадков в год. Далее к западу количество осадков снижается. Здесь довольно чётко прослеживается два сезона — сухой (ноябрь — апрель) и влажный (май — октябрь).
Никарагуа имеет довольно разнообразную флору и фауну. Среди деревьев особенно распространены дуб, сосна (западная и центральная (горная) части страны), красное дерево, каучуконосы. Среди животных: пума, оцелот, олень, несколько видов обезьян, аллигатор, большое количество колибри и попугаев. В озере Никарагуа, крупнейшем озере страны и всей Центральной Америки, водятся пресноводные: акула (2—3 м длиной) и меч-рыба. Это является следствием того, что ранее это озеро, как и все крупные озера Никарагуа, было морским заливом, пока тектоническая активность не сформировала Тихоокеанскую равнину, отделяющую сейчас озеро от океана.